# Raimondo Selli
Raimondo Selli  (* 30. September 1916 in Bologna; † 4. Oktober 1983 ebenda) war ein italienischer Geologe und Ozeanograph.
Selli studierte Geologie in Bologna und war dort nach dem Laurea-Abschluss 1940 bis 1954 Assistent. Nach der Habilitation 1954 lehrte er zwei Jahre an der Universität in Palermo und war ab 1957 Professor in Bologna.
Er förderte an seinem Institut die stratigraphische Forschung auch in Zusammenhang mit Erdölexploration und errichtete 1968 das erste italienische Institut für Meeresgeologie mit Unterstützung des Consiglio Nazionale delle Ricerche. 1970 leitete er eine Schiffsexpedition zur Erforschung des Tyrrhenischen Meeres. Er befasste sich mit Erdbebenrisiken zum Beispiel in Hinblick auf eine Brücke über die Straße von Messina und von Kernkraftwerken, studierte den Erdrutsch von Vajont und befasste sich mit der tektonischen Entwicklung der Ost- und Südalpen. Außerdem befasste er sich mit der Messinischen Salinitätskrise. Ein Ozeanisches anoxisches Ereignis des Aptium ist nach ihm benannt (Selli-Ereignis).
Er war Ehrendoktor der Universität Bordeaux, Mitglied der Accademia dei Lincei und der Akademien in Bologna und Turin.
1967 bis  1980 war er Repräsentant Italiens bei der UNO für ozeanographische und maritime Probleme. Das Institut für Geologie und Paläontologie in Bologna ist seit 1988 nach Selli benannt. 1962/63 war er Präsident der Società Geologica Italiana.

## Schriften
- Il bacino di Metauro, Giornale di Geologia, Band 24, 1954 (254 Seiten)
- The Mayer-Eymar Messinian. Proposal for a neostratotype, Proc. 21. IGC Copenhagen 1960, 28, 1964, 311–333
- Ricerche geologiche preliminari nel Mar Tirreno,  Crociera CST 68 del Laboratorio di Geologia Marina del CNR Bologna, Università di Bologna, Bologna 1970
- mit A. Fabbri: Tyrrhenian: a Pliocene deep sea, in: Rendiconti dell'Accademia Nazionale dei Lincei, Classe di scienze fisiche, matematiche e naturali, 1971, S. 581–592
- An outline of the italian messinian, in: Events in the Mediterranean, Geodyn. Sci. Reports, Band 7, 1973, S. 150–171
- Messinian, Giornale di Geologia, Band 37, 1971, S. 121–133